# Kneiff
Kneiff är Luxemburgs högsta punkt och ligger i kommunen Troisvierges. Toppen är belägen 560 m ö.h. 
Kneiff är en kulle i Luxemburg.   Den ligger i kantonen Canton de Clervaux och distriktet Diekirch, i den norra delen av landet, 60 kilometer norr om huvudstaden Luxemburg. Toppen på Kneiff är 560 meter över havet, eller 6 meter över den omgivande terrängen. Bredden vid basen är 0,30 km.
Terrängen runt Kneiff är huvudsakligen platt, men åt sydost är den kuperad.  Runt Kneiff är det ganska glesbefolkat, med 35 invånare per kvadratkilometer.. Närmaste större samhälle är Troisvierges, 4,8 kilometer sydväst om Kneiff. 
I omgivningarna runt Kneiff växer i huvudsak blandskog.